# یایلیو
یایلیو (به لاتین: Yaylyu) یک منطقهٔ مسکونی در روسیه است که در جمهوری آلتای واقع شده‌است.